# Idioma katawixí
El katawixí o katauxí es una lengua indígena extinta de la familia katukina hablada anteriormente en el estado brasileño de Amazonas. Aunque la lengua dejó de ser hablada por los miembros de etnia katawixí, existen en la región algunos pueblos no contactados que rehúyen contacto con el resto de grupos y la población brasileña, alguno de los cuales podría ser hablante de katawixi. Sin embargo, Aikhenvald y Dixon señalan la existencia de unos diez hablantes hacia 1999.

### Enlacex externos
- katawixi (Ethnologue)

- Datos: Q3440512